# Degradosoom
Het degradosoom is een bacterieel eiwitcomplex dat betrokken is bij de afbraak van het mRNA. Het complex bestaat uit een endoribonuclease RNase E, het fosfaat-afhankelijk exoribonuclease polynucleotide-fosforylase (PNPase) en het DEAD-box eiwit RNA-helicase B (RhlB). Afhankelijk van het organisme varieert de samenstelling van het degradosoom. Eukaryoten en archaea hebben vergelijkbare eiwitcomplexen, die exosomen genoemd worden en uit tot tien eiwitten zijn opgebouwd.